# Alan Silva
 (mai 2020).
Si vous disposez d'ouvrages ou d'articles de référence ou si vous connaissez des sites web de qualité traitant du thème abordé ici, merci de compléter l'article en donnant les références utiles à sa vérifiabilité et en les liant à la section « Notes et références ».
Pour les articles homonymes, voir Silva.

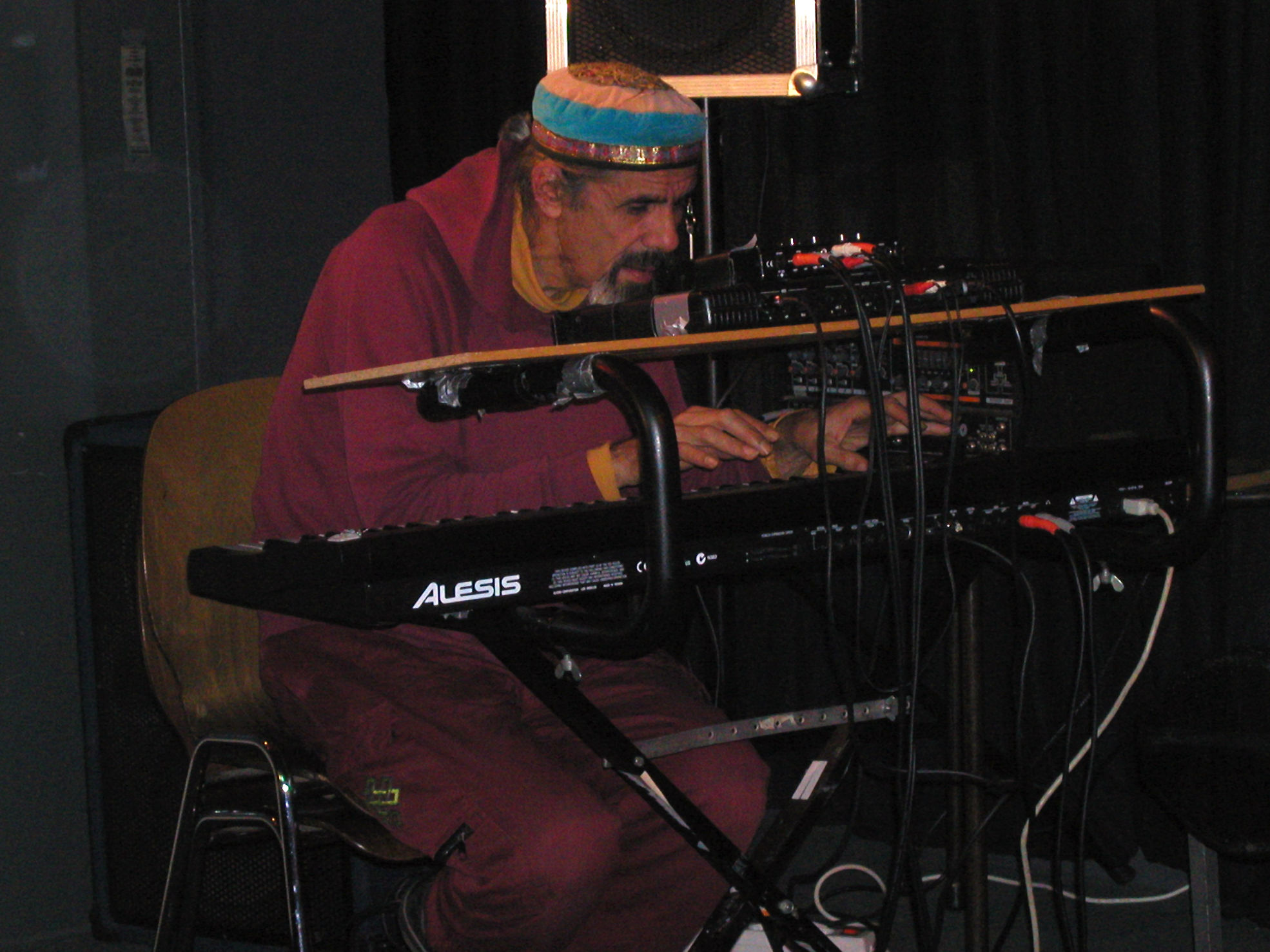
Alan Silva en 2004

Alan Silva (Alan Treadwell DaSilva né le 29 janvier 1939 aux Bermudes) est un contrebassiste, violoniste, altiste et claviériste de free jazz et de musique expérimentale américain.
Silva est venu aux États-Unis à l'âge de cinq ans et a grandi à Harlem. Il a d'abord joué de la trompette avant d'opter pour la contrebasse. Il a travaillé avec des représentants du jazz avant-garde comme Cecil Taylor, Sun Ra, Albert Ayler, Sunny Murray et Archie Shepp. Au début des années 1970, il a déménagé à Paris, où il a fondé le Celestrial Communication Orchestra et en 1976 l’Institut Art Culture Perception (IACP) qu'il a dirigé jusqu'en 1990 aux côtés du saxophoniste François Cotinaud. Il formait avec Frank Wright, Bobby Few et Muhammad Ali le groupe Center Of The World.
Dans les années 1990 il se tourne vers le synthétiseur et forme avec le tromboniste allemand Johannes Bauer et le percussionniste britannique Roger Turner le Trio Tradition..

## Discographie
Comme leader :
- Luna Surface avec Anthony Braxton, Dave Burrell,  Leroy Jenkins, Archie Shepp, Grachan Moncur III, Malachi Favors, Claude Delcloo, Beb Guérin, Kenneth Terroade, Bernard Vitet, 1969
- Seasons avec Lester Bowie, Dave Burrell, Jerome Cooper, Joseph Jarman, Joachim Kühn, Steve Lacy, Roscoe Mitchell, Robin Kenyatta, Michel Portal, Malachi Favors, Irene Aebi, Ronnie Beer, Kent Carter, Dieter Gewissler, Bobby Few, Beb Guérin, Oliver Johnson, Famoudou Don Moye, Alan Shorter, Bernard Vitet, Jouk Minor, 1970
- Pieces For Bass and Voice, Inner Song, solo (Center Of the World LP CW005), 1974
- Alan Silva/Celestrial Communications Orchestra: The Shout - Portrait for a Small Woman (Sun Records, 1978, mit Georges Menousek, Georges Gaumont, Jo Maka, François Cotinaud, Jouk Minor, Denis Colin, Robert Garrison, Pierre Sauvageot, Bernard Vitet, Itaru Oki, Adolf Winkler, Michael Zwerin, Pierre Faure, Jacques Dolias, Catherine Lienhardt, Bruno Girard, Helene Bass, Pierre Jacquet, Armand Assouline, Michel Coffi, Muhammad Ali), 1979
- Alan Silva/Celestrial Communications Orchestra: Desert Mirage (Pierre Faure, Carl Schlosser, Aldridge Hansberry (fl), Catherine Carrot (acl) Jean Querlier (htb) Denis Colin (bcl) Pascal Morrow, Bruno Girard (vl) Didier Petit (vcl), Jeff Beer, Serge Adam, Bernard Vitet, Itaru Oki (tp, bugle) Michael Zwerin, Doménico Criseo (tb) Georges Gaumont, François Cotinaud, Arthur Doyle (st) Philippe Sellam, Sébastien Franck (as) Henri Grinberg (ss) Antoine Mizrahi, François Leymarie, Rosine Feferman (b) Francis Gorgé (g) Adrien Bitan, Jacques Marugg (vib) Bernard Drouillet, Ron Pittner, Gilles Premel (dm), François Cotinaud (arrangements) IACP, 1982
- Take Some Risks avec Bruno Girard, Misha Lobko, Didier Petit, Roger Turner, 1989
- In the Tradition avec Johannes Bauer, Roger Turner, 1993
- A Hero's Welcome: Pieces For Rare Occasions avec William Parker, 1998
- Emancipation Suite avec William Parker, Edward Jordan, 1999
- Transmissions avec Oluyemi Thomas, 2000
- Skillfullness avec Karl Berger, Dave Burrell, Becky Friend, Mike Ephron, Lawrence Cooke, 2001
- Alan Silva and the Sound Visions Orchestra avec Wilbur Morris, J.D. Parran, Art Baron, Edward Jordan, Bill Lowe, Raphe Malik, Steve Swell, Joe Daly, Andrew Lamb, Rob Brown, Mark Hennen, Jackson Krall, Sabir Mateen, Karen Borca, Taylor Ho Bynum, Ori Kaplan, Stephen Haynes, Elliott Levin, Wilber Morris, Mark Taylor, Joe Daley, 2001
- HR57 Treasure Box avec Baikida Carroll, Wilbur Morris, Marshall Allen, J.D. Parran, Roy Campbell, Oki Itaru, Joseph Bowie, Joseph Daley, Bobby Few, Bill Lowe, Warren Savech, Steve Swell, Francis Wong, Jackson Krall, Kidd Jordan, Oluyemi Thomas, Sabir Mateen, Karen Borca, Daniel Carter, Johannes Bauer, Ijeoma Thomas, 2003

Comme sideman :
with Albert Ayler
- Albert Ayler in Greenwich Village (Impulse!)
- Love Cry (Impulse!)

with Sun Ra
- Sun Ra-Featuring Pharoah Sanders and Black Harold (Saturn)
- Nuit de la Fondation Maeght Vol. 1 (Shandar)
- Nuit de la Fondation Maeght Vol. 2 (Shandar)
- It's After the End of the World (MPS/BASF)
- Out In Space (MPS)

with Cecil Taylor
- Unit Structures (Blue Note)
- Conquistador! (Blue Note)
- Soundtrack Ferrari (CBS/Sony)
- It is in the Brewing Luminous (hat Hut)

with Sunny Murray
- Sunny Murray (ESP Disk)
- Big Chief (Pathé)
- Hommage to Africa (BYG Actuel)
- Sunshine (BYG Actuel)
- Aigu-Grave (Marge)
- Firmanence w/ Burton Greene (Fore)

with Shipen Lebzelter
- Rock and Other Four Letter Words (Columbia)

with Archie Shepp
- Live at the Pan-African Festival (BYG Actuel)
- Poem for Malcolm (BYG Actuel)

with Grachan Moncur III
- New Africa (BYG Actuel)

with William Parker
- Requiem (Splasc(H), 2006) - with Charles Gayle

with Dave Burrell
- Echo (BYG Actuel)
- After Love (America)

with Jimmy Lyons
- Other Afternoons (BYG Actuel)

with Francois Tusques
- Intercommunal Music (Shandar)

with Frank Wright
- Center of the World (Center of the World)
- Last Polka in Nancy? (Center of the World)
- Solos & Duets w/ Bobby Few (Sun Records)

with Bobby Few
- More Or Less Few (Center of the World)
- Rhapsody in Few (Black Saint)
- Solos & Duets w/ Frank Wright (Sun Records)

with Bill Dixon
- Considerations 1 (Fore)
- Bill Dixon in Italy Volume One (Soul Note)
- Bill Dixon in Italy Volume Two (Soul Note)
- November 1981 (Soul Note)

with Franz Koglmann
- Opium For Franz (Pipe)

with Andrew Hill
- Strange Serenade (Soul Note)

with the Globe Unity Orchestra
- Intergalactic Blow (JAPO)

with Abdelhai Bennani
- Enfance (Marge)
- Entrelacs (Tampon Ramier)
- New Today, New Everyday (Improvising Beings)
- Free Form Improvisation Ensemble 2013 (Improvising Beings)

with Itaru Oki
- Paris-Ohraï (Ohraï)

## Documentaire
- Inside Out In The Open - an expressionist journey into the music known as free jazz (2001).  Réalisé par Alan Roth.